# Tischtennis-Europameisterschaft 2002
Die 23. Tischtennis-Europameisterschaft fand vom 30. März bis 7. April 2002 in Zagreb statt. Spielort war die Sporthalle Dom športova. Das war die erste Europameisterschaft, wo Satzlänge nicht 21, sondern 11 Punkte betragen hat.
Deutschland gewann vier Medaillen. Timo Boll wurde erstmals Europameister im Einzel, er besiegte im Endspiel den Griechen Kalinikos Kreanga. Auch im Doppel mit Zoltan Fejer-Konnerth holte er den Titel. Zudem hatte er maßgeblichen Anteil am Gewinn der Silbermedaille im Mannschaftswettbewerb, in dem auch die deutschen Damen bis ins Endspiel gegen Rumänien kamen.
Die Luxemburgerin Ni Xialian wurde zum zweiten Mal nach 1998 Europameisterin im Einzel, zudem siegte sie im Mixed mit Lucjan Błaszczyk aus Polen. Das Damendoppel gewann das kroatisch-rumänische Paar Tamara Boroš/Mihaela Șteff.

## Austragungsmodus Mannschaften
Es traten 45 Herren- und 37 Damenteams an.
Der Spielmodus wurde komplett umgestellt. Zugrunde gelegt wurde die Platzierung der Europaliga-Saison 2000/2002. Die ersten 16 Mannschaften wurden in die Super-Division eingereiht. Diese spielten im K.-o.-System die Plätze 1 bis 16 aus, wobei die ersten vier Teams aus der Europaliga erst in der zweiten Runde, dem Viertelfinale, antreten mussten. Der Teams auf den Plätzen 17 bis 32 der Europaliga bildeten die Division I, die restlichen Nationen die Division II.
Ein Mannschaftskampf wurde nach dem WM-System durchgeführt, das heißt, es wurden maximal fünf Einzel mit drei Gewinnsätzen (Best-of-Five), jedoch kein Doppel ausgetragen.

## Abschneiden der Deutschen
Cheftrainer war Dirk Schimmelpfennig. Istvan Korpa betreute die Herren, Richard Prause trainierte die Damen.

### Herrenmannschaft
Die deutsche Mannschaft wurde in der Saison 2000/2002 in der Europaliga Erster. Somit kam sie direkt ins Viertelfinale, wo sie Jugoslawien mit 3:0 gewann. Nach dem 3:2-Halbfinalsieg gegen Frankreich stand sie im Endspiel, in dem sie Schweden mit 2:3 unterlag. Beide Punkte im Finale holte Timo Boll.
Jörg Roßkopf blieb der Europameisterschaft wegen einer Verletzung fern.

### Damenmannschaft
Auch die deutschen Damen gelangten als Sieger der Europaligasieger direkt ins Viertelfinale. Hier besiegten sie Jugoslawien und im Halbfinale Schweden jeweils mit 3:1. Das Endspiel gegen Rumänien ging mit 2:3 verloren.

### Herreneinzel
Außer Timo Boll erreichte kein Deutscher das Achtelfinale.
- Timo Boll: Sieg gegen Bojan Tokič (Slowenien), Teodor Yordanov (Bulgarien), Jiang Weizhong (Kroatien), Marcin Kusinski (Polen), Allan Bentsen (Dänemark), Werner Schlager (Österreich)
- Torben Wosik: Sieg gegen Dorian Quentel (Frankreich), Martin Monrad (Dänemark), Niederlage gegen Petr Korbel (ČSSR)
- Bastian Steger: Sieg gegen Aleksandar Karakašević (Jugoslawien), Evgenij Fadeev (Russland), Niederlage gegen Jan-Ove Waldner (Schweden)
- Lars Hielscher: Sieg gegen Martin Grezo (Slowakei), Niederlage gegen Martin Olejnik (ČSSR)
- Zoltan Fejer-Konnerth: Niederlage gegen Andrei Filimon (Rumänien)

### Dameneinzel
Drei deutsche Damen erreichten das Achtelfinale.
- Tanja Hain-Hofmann: Sieg gegen Nina Kirillova (Lettland), Elena Mocrusov (Moldawien), Marie Olsson (Schweden), Niederlage gegen Krisztina Tóth (Ungarn)
- Elke Wosik: Sieg gegen Lina Stankute (Litauen), Georgina Póta (Ungarn), Eldijana Aganovic (Kroatien), Niederlage gegen Ni Xialian (Luxemburg)
- Jessica Göbel: Sieg gegen Ding Yan (Italien), Andrea Mayrhofer (Österreich), Sandra Johansson (Schweden), Niederlage gegen Csilla Bátorfi (Ungarn)
- Nicole Struse: Sieg gegen Nicola Bentley (Schottland), Stanislava Stanic (Jugoslawien), Niederlage gegen Swetlana Ganina (Russland) (verletzungsbedingte Aufgabe)
- Laura Stumper: Niederlage gegen Petra Lovas (Ungarn)

### Herrendoppel
- Timo Boll/Zoltan Fejer-Konnerth: Sieg gegen Geir Erlandsen/Istvan Moldovan (Norwegen), Sunay Atakan/Gurhan Yaldiz (Türkei), Christophe Legoût/Dorian Quentel (Frankreich), Allan Bentsen/Finn Tugwell (Dänemark), Danny Heister/Trinko Keen (Niederlande), Lucjan Błaszczyk/Tomasz Krzeszewski (Polen)
- Lars Hielscher/Torben Wosik: Sieg gegen Wang Jianfeng/Gonzales Gonzales (Norwegen), Alex Perry/Terry Young (England), Niederlage im Achtelfinale gegen Lucjan Błaszczyk/Tomasz Krzeszewski (Polen)
- Bastian Steger/Jakov Krivic (Kroatien): Sieg gegen Gregor Komac/Bojan Tokič (Slowenien), Niederlage gegen Marek Klasek/Petr Korbel (ČSSR)

### Damendoppel
- Elke Wosik/Nicole Struse: Sieg gegen Catherine Davies/Siwan Davies (Wales), Sandra Johansson/Susanne Jonsson (Schweden), Niederlage gegen Agathe Costes/Anne-Claire Palut (Frankreich)
- Tanja Hain-Hofmann/Laura Stumper: kampfloser Sieg gegen Spela Burgar/Bethan Deborah Daunton (Slowenien/Wales), Niederlage gegen Janne Jensen/Mie Skov (Dänemark)
- Jessica Göbel/Natalia Tsygankova (Belarus): Niederlage gegen Muge Atakan/Nevin Mutlu (Türkei)

### Mixed
- Torben Wosik/Elke Wosik: Sieg gegen Vallot Vainula/Tatjana Tschistjakova (Estland), Francesco Lucesoli/Laura Negrisoli (Italien), Peter Fazekas/Mária Fazekas (Ungarn), Allan Bentsen/Eldijana Aganovic (Dänemark/Kroatien), Niederlage im Viertelfinale gegen Chen Weixing/Viktoria Pavlovich (Österreich/Belarus)
- Zoltan Fejer-Konnerth/Nicole Struse: Sieg gegen Yaniv Sharon/Marina Kravchenko (Israel), Ioannis Vlotinos/Christina Fili (Griechenland), Todor Kesov/Asya Kasabova (Bulgarien), Niederlage im Achtelfinale gegen Christophe Legoût/Agathe Costes (Frankreich)
- Bastian Steger/Jessica Göbel: Sieg gegen Peter Sereda/Viera Marcekova (Slowakei), Dmitry Chumakou/Tatyana Logatzkaya (Belarus), Niederlage gegen Damien Éloi/Anne-Sophie Gourin (Frankreich)
- Lars Hielscher/Tanja Hain-Hofmann: Sieg gegen Alex Perry/Helen Lower (England), Lubomir Pistej/Zuzana Poliačková (Belarus), Niederlage gegen Patrick Chila/Solene Legay (Frankreich)
- Dániel Zwickl/Laura Stumper (Ungarn): Sieg gegen Konstantinos Papageorgiou/Archodoula Volakaki (Griechenland), Niederlage gegen Damien Éloi/Anne-Sophie Gourin (Frankreich)

## ITTF-Meeting
Parallel zu den Wettkämpfen trat das Annual General Meeting (AGM) des Weltverbandes ITTF zusammen. Es beschloss eine Änderung der Aufschlagregel dahingehend, dass der Ball ab dem Moment, in dem er die Hand verlässt, für den Gegner sichtbar sein muss. Vor dieser Änderung musste der Ball erst ab dem Zeitpunkt sichtbar sein, wenn er den Schläger des Aufschlägers berührt. Mit dieser Regeländerung wird erreicht, dass der Aufschläger den Ball in der Aufschlagphase nicht mehr mit der freien Hand verdecken darf. Ein weiterer Beschluss betraf die Auslosung der Doppel bei den Olympischen Spielen. Sind zwei Doppel eines Landes qualifiziert, dann müssen diese in die gleiche Hälfte des Austragungssheets gelost werden. Damit stehen im Endspiel immer Doppel aus verschiedenen Nationen.

## Ergebnisse
| Wettbewerb        | Rang  | Sieger                                                                        |
| ----------------- | ----- | ----------------------------------------------------------------------------- |
| Mannschaft Herren | 1.    | Schweden (Jan-Ove Waldner, Peter Karlsson, Fredrik Håkansson, Jens Lundqvist) |
| Mannschaft Herren | 2.    | Deutschland (Timo Boll, Torben Wosik, Lars Hielscher, Bastian Steger)         |
| Mannschaft Herren | 3.–4. | Österreich (Werner Schlager, Robert Gardos, Chen Weixing, Qianli Qian)        |
| Mannschaft Herren | 3.–4. | Frankreich (Damien Éloi, Patrick Chila, Christophe Legoût, Eric Varin)        |
| Mannschaft Herren | 31.   | Schweiz (Marc Schreiber, Raphael Keller, Michael Christe, Nicola Mohler)      |
| Mannschaft Damen  | 1.    | Rumänien (Mihaela Șteff, Adriana Nastase, Ana Gogorita)                       |
| Mannschaft Damen  | 2.    | Deutschland (Nicole Struse, Jessica Göbel, Tanja Hain-Hofmann, Elke Wosik)    |
| Mannschaft Damen  | 3.–4. | Schweden (Åsa Svensson, Sandra Johansson, Susanne Jonsson)                    |
| Mannschaft Damen  | 3.–4. | Ungarn (Csilla Bátorfi, Krisztina Tóth, Petra Lovas, Mária Fazekas)           |
| Mannschaft Damen  | 13.   | Österreich (Liu Jia, Judit Herczig, Martina Petzner)                          |
| Mannschaft Damen  | 31.   | Schweiz (Tini Schmid, Gabriela Wüst, Melanie Eggel)                           |
| Herren Einzel     | 1.    | Timo Boll (GER)                                                               |
| Herren Einzel     | 2.    | Kalinikos Kreanga (GRE)                                                       |
| Herren Einzel     | 3.–4. | Zoran Primorac (CRO)                                                          |
| Herren Einzel     | 3.–4. | Werner Schlager (AUT)                                                         |
| Damen Einzel      | 1.    | Ni Xialian (LUX)                                                              |
| Damen Einzel      | 2.    | Krisztina Tóth (HUN)                                                          |
| Damen Einzel      | 3.–4. | Csilla Bátorfi (HUN)                                                          |
| Damen Einzel      | 3.–4. | Tamara Boroš (CRO)                                                            |
| Herren Doppel     | 1.    | Timo Boll/Zoltan Fejer-Konnerth (GER)                                         |
| Herren Doppel     | 2.    | Lucjan Błaszczyk/Tomasz Krzeszewski (POL)                                     |
| Herren Doppel     | 3.–4. | Damien Éloi/Patrick Chila (FRA)                                               |
| Herren Doppel     | 3.–4. | Danny Heister/Trinko Keen (NED)                                               |
| Damen Doppel      | 1.    | Tamara Boroš/Mihaela Șteff (CRO/ROM)                                          |
| Damen Doppel      | 2.    | Viktoria Pavlovich/Tatsiana Kostromina (BLR)                                  |
| Damen Doppel      | 3.–4. | Swetlana Ganina/Irina Palina (RUS)                                            |
| Damen Doppel      | 3.–4. | Rūta Garkauskaite/Jolanta Prūsienė (LIT)                                      |
| Mixed             | 1.    | Lucjan Błaszczyk/Ni Xialian (POL/LUX)                                         |
| Mixed             | 2.    | Aleksandar Karakašević/Rūta Garkauskaite (YUG/LIT)                            |
| Mixed             | 3.–4. | Chen Weixing/Viktoria Pavlovich (AUT/BLR)                                     |
| Mixed             | 3.–4. | Werner Schlager/Liu Jia (AUT)                                                 |